# Faironika

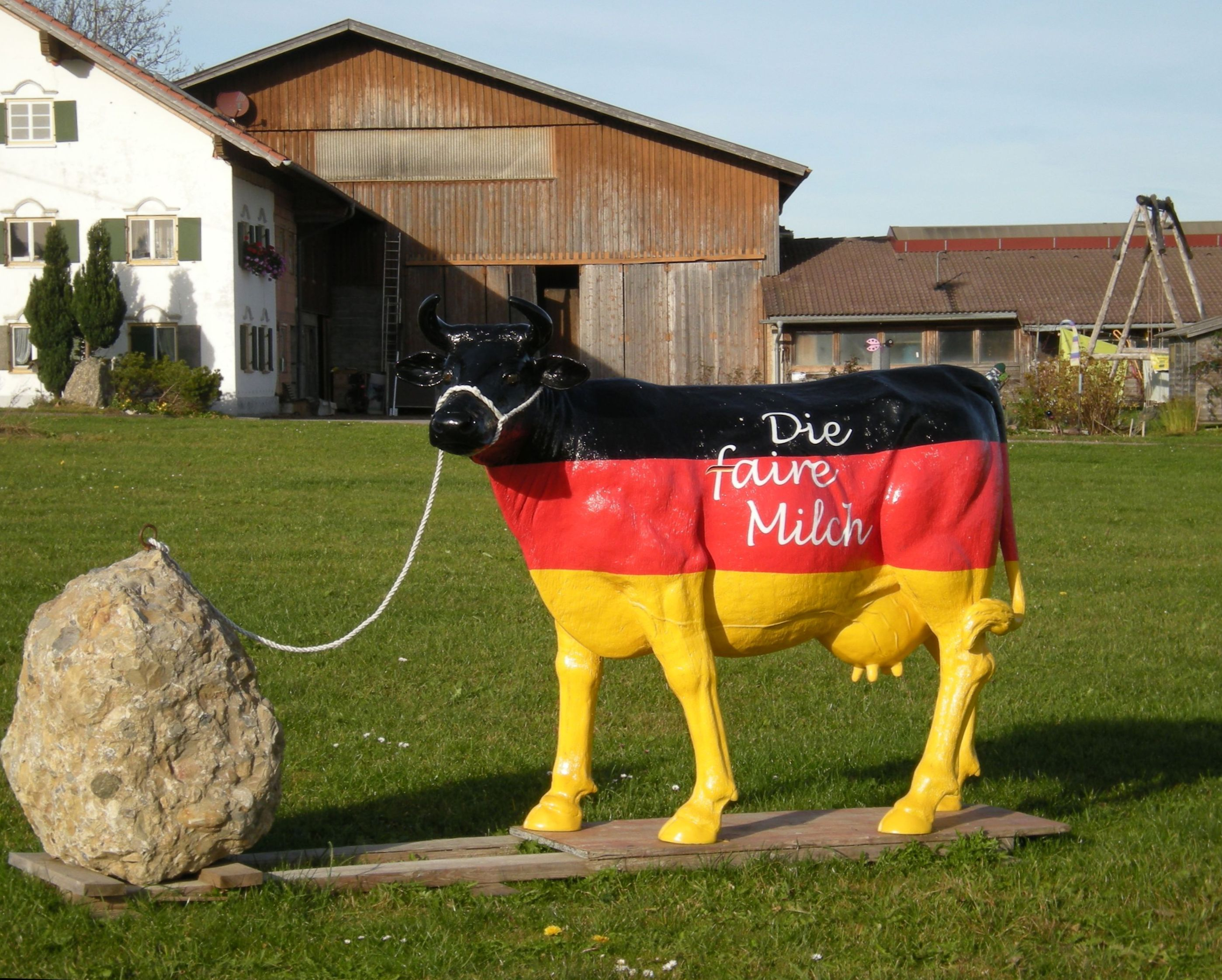
Faironika

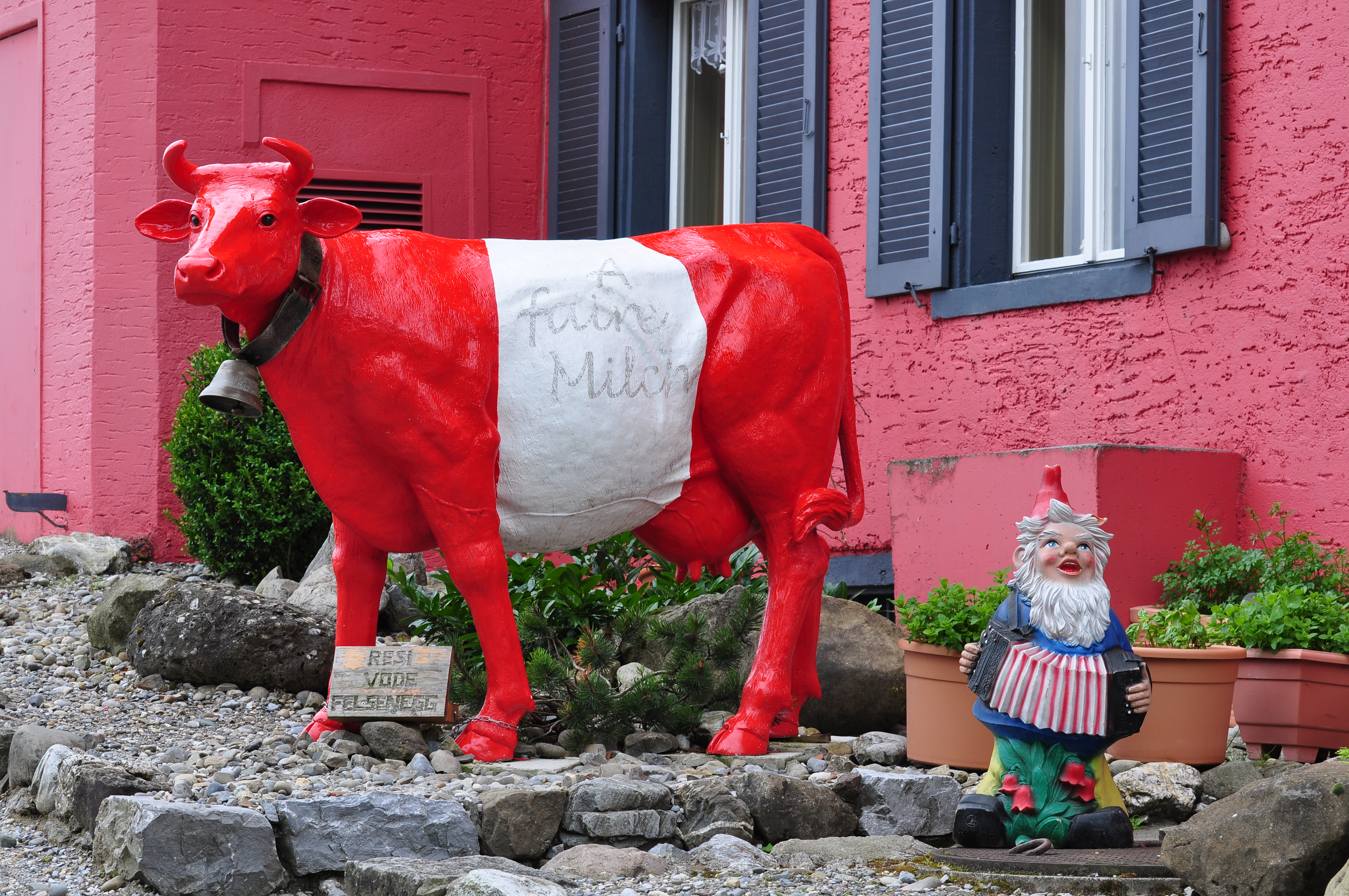
Österreichische Version

Die Faironika ist die Symbol-Kuh des European Milk Board und somit auch des Bundesverbandes Deutscher Milchviehhalter. In Italien heißt sie Onestina, in Frankreich heißt sie Justine. Die belgische Version heißt Fairebel und ist je nach Version mal französisch als auch deutsch beschriftet.

## Aussehen
Die Kühe sind meist lebensgroß, haben europaweit einheitliche Formen und bestehen aus Kunststoff. Die deutsche Faironika ist in den Farben der deutschen Flagge gehalten. Ähnliche Kühe gibt es auch in anderen europäischen Ländern in den jeweiligen Landesfarben.

## Geschichte und Zielsetzung
Faironika ist eine österreichische Erfindung. Dort hatte die IG Milch, das österreichische Pendant zum BDM, Faironika erfunden, um ein vorzeigbares und zugleich mobiles Zeichen für den Milchpreis-Kampf zu haben. Die Faironika gibt es seit dem Sommer 2006, sie entstand im Zuge der Einführung der Milchmarke "A faire Milch" in Österreich. Milchmarke und Farbgestaltung wurden auf Mitgliedsländer im European Milk Board. übertragen bzw. angepasst (https://www.ots.at/presseaussendung/OTS_20060718_OTS0064/bauern-bringen-eigene-milchmarke-a-faire-milch) Die Faironika wirbt für eine faire Bezahlung der Milchbauern und ist europaweit bei Protestveranstaltungen zu sehen. Sie soll eine enge Beziehung zwischen Milcherzeugern und Verbrauchern herstellen.